# Prieuré de Saint-Paul-en-Chablais
Le prieuré de Saint-Paul en Chablais est un ancien prieuré bénédictin du XIIIe siècle situé sur la commune de Saint-Paul-en-Chablais en Haute-Savoie dans la région Auvergne-Rhône-Alpes. Fondé vers 1200 par Isabelle de Bex, il est sécularisé à la suite de l'invasion française de la Savoie en 1792. Depuis 2015, le prieuré fait l'objet de recherches historiques et archéologiques. En juin 2020, une fresque médiévale a été découverte sous des enduits contemporains.

## Géographie
Au centre de la commune de Saint-Paul-en-Chablais, l’église et la « maison des Sœurs » délimitent l'emprise des anciens bâtiments conventuels dont on ignore le plan originel.

## Histoire

### Période médiévale
Un prieuré de moines bénédictins dépendant du prieuré de Lutry est fondé vers 1200 par Isabelle de Bex, probablement avec son époux Guillaume de Blonay ou juste après son décès prématuré. En 1210, le premier prieur connu se nomme Pierre ; il apparaît dans l’entourage d’Isabelle de Bex, dite Belon, de Saint-Paul, probablement apparentée à la Maison de Faucigny. Aymon II de Faucigny en est d'ailleurs l'avoué durant la première moitié du XIIIe siècle.
Le prieuré était constitué d'une église prieurale au sud et de bâtiments conventuels au nord.
Un fragment d'un cartulaire de la seconde moitié du XIIIe siècle a été publié par le comte Amédée de Foras.

### Époque moderne
En 1536, le prieuré de Saint-Paul survit à l'occupation du Pays de Vaud par les Bernois qui entraîne la disparition du prieuré de Lutry. Après l'invasion française de la Savoie à la Révolution, le prieuré est supprimé et ses biens sont vendus et dispersés entre divers propriétaires.

### Époque contemporaine
Les vestiges de peintures de la chapelle extérieure sont connus et inscrits à l’inventaire supplémentaire des monuments historiques depuis 1979. En 2015, la commune a chargé Sidonie Bochaton d’un diagnostic archivistique et archéologique. Si les archives du prieuré ont disparu, celles des familles nobles de Blonay et Dupas, conservées à Lausanne et à Turin, permettent d’en restituer l’aspect général. Ce travail mené en 2015 a permis de mettre en évidence la fonction funéraire du prieuré grâce à l’étude des testaments de la famille de Blonay et des vestiges de deux chapelles funéraires aménagées dos à dos dans le mur nord du sanctuaire.

## Architecture et description

### Église prieurale
L'église prieuriale construite au XIIIe siècle se composait d'une nef unique à trois travées et d'un chœur à chevet plat de style gothique. La nef était composée d’un seul vaisseau, probablement séparé en deux par un jubé. Le clocher s'élevait au-dessus du chœur. L'église abritait les tombeaux des membres de la famille de Blonay. Elle est agrandie au XVIIIe siècle de nefs latérales et le clocher est reconstruit contre le chevet, là où il est encore au XXe siècle. La porte principale, ainsi que les retables du chœur et les chapelles latérales datent de la restauration sarde, après 1816. En 1906, le clocher à bulbe disparaît dans un incendie causé par la foudre. La commune a reconstruit le clocher en juillet 2012 .

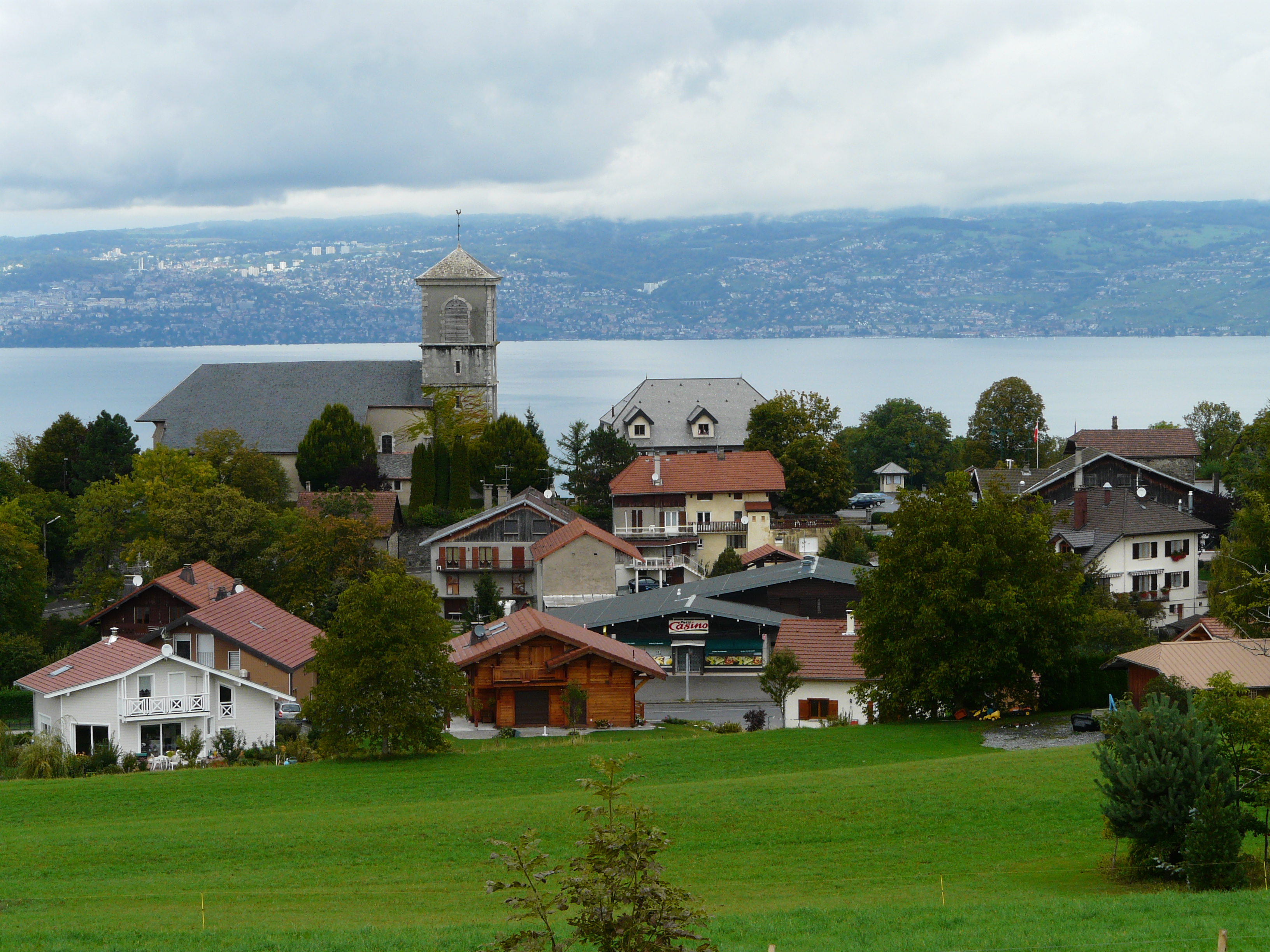
Le site prieural vu depuis le sud.
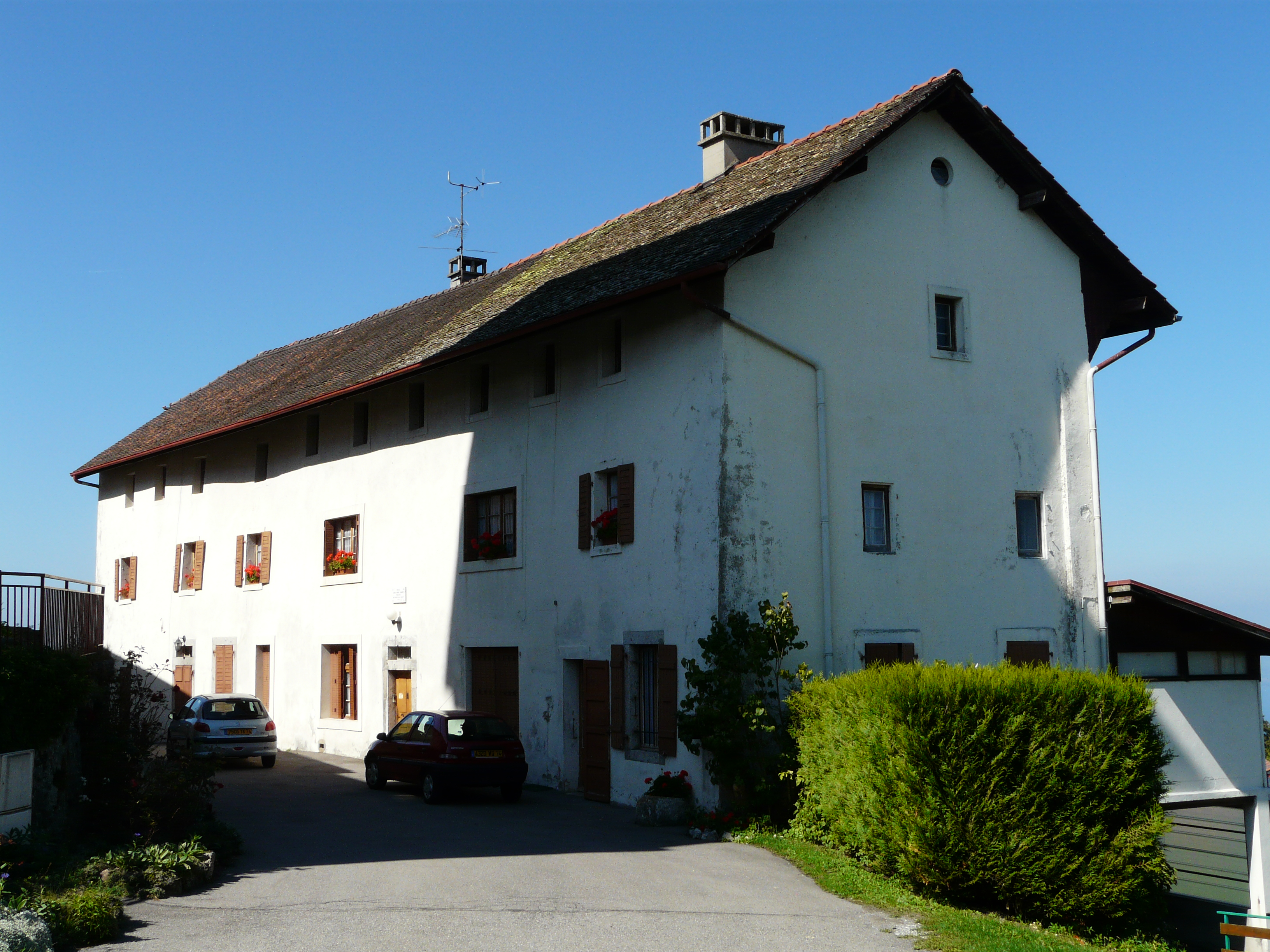
Vestige de l'ancien prieuré, ou « maison des Sœurs », de Saint-Paul.
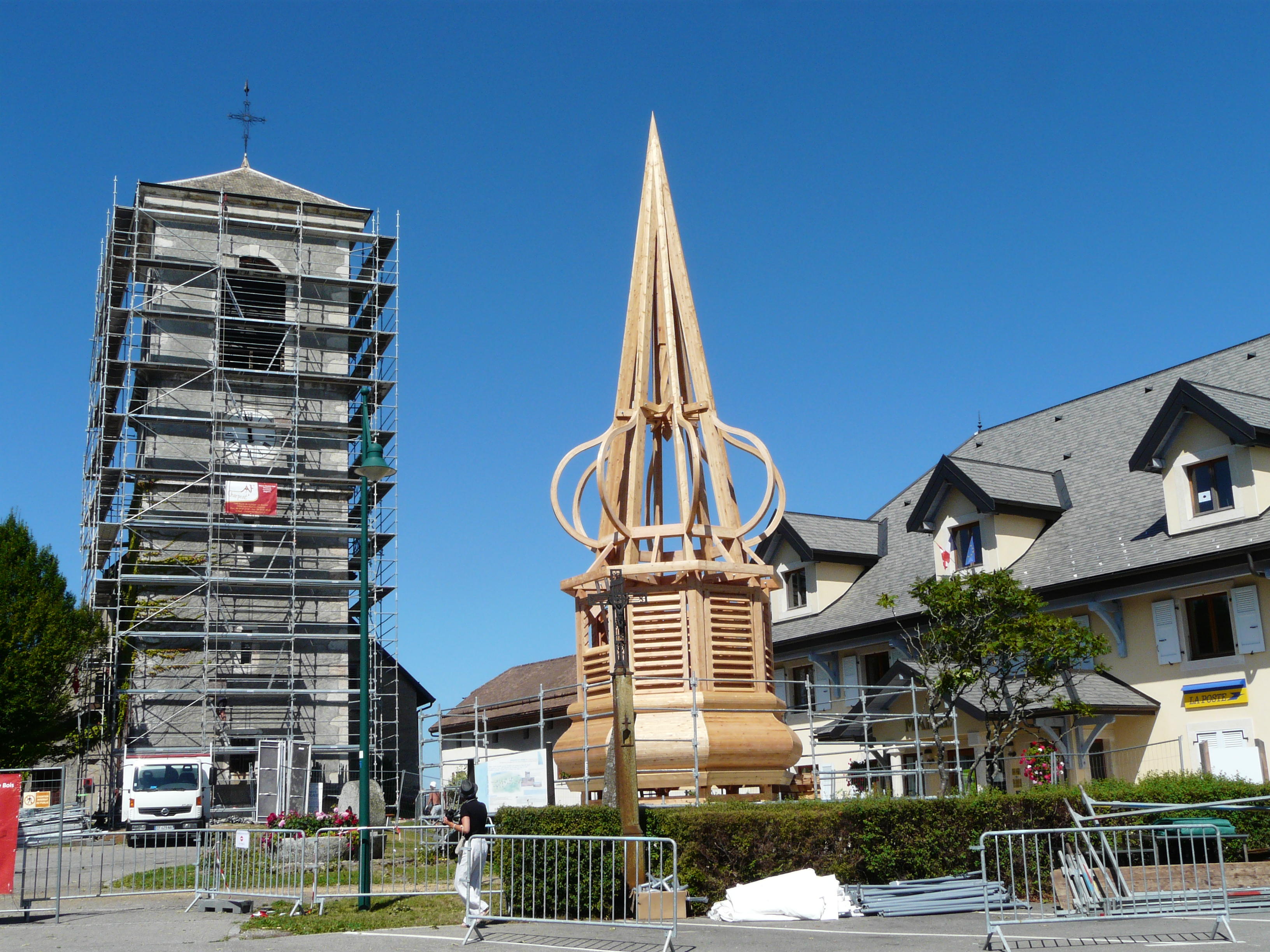
Construction de la charpente du clocher à bulbe devant l'église, août 2012.
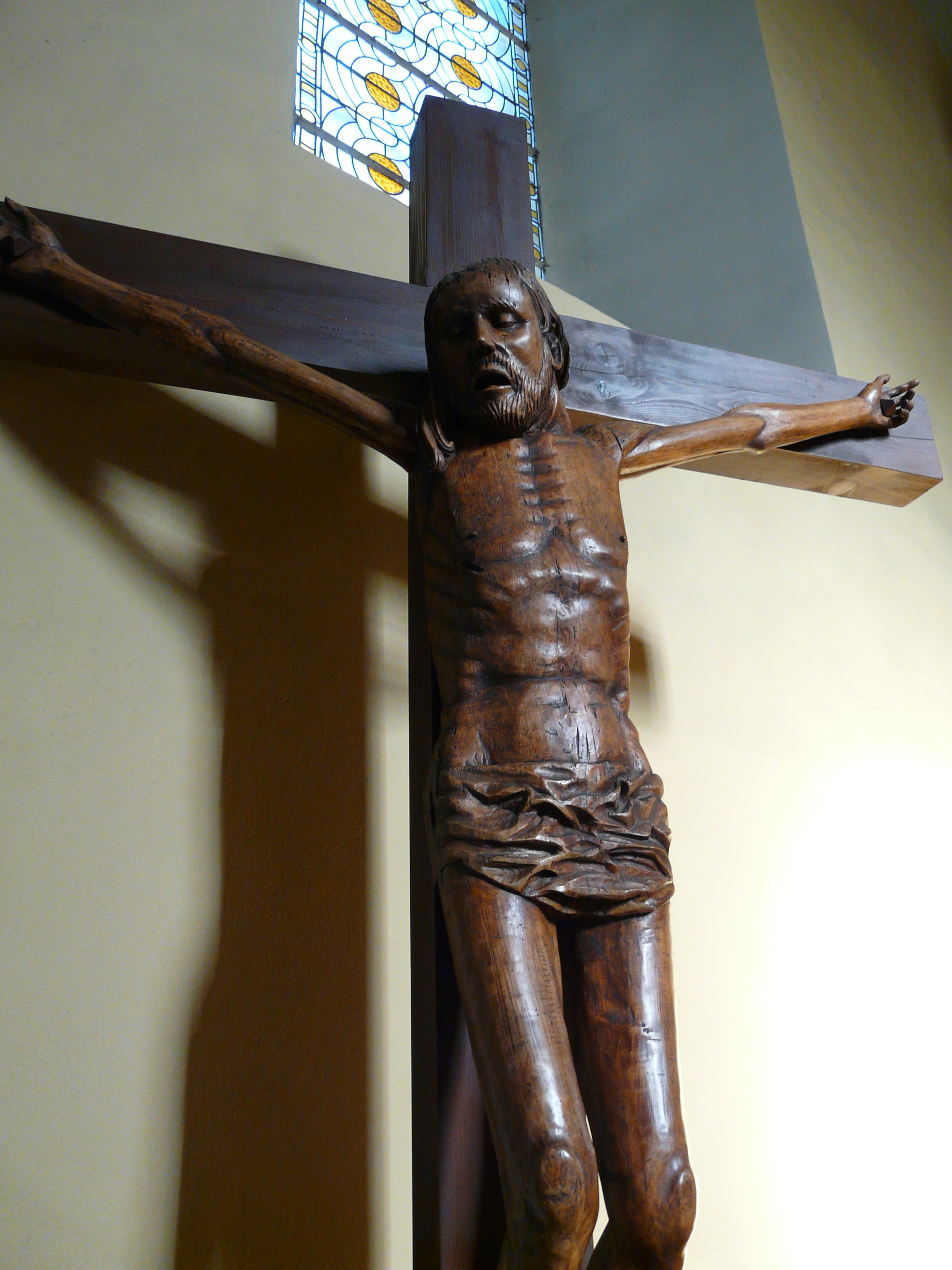
Christ en bois sculpté, église de Saint-Paul.
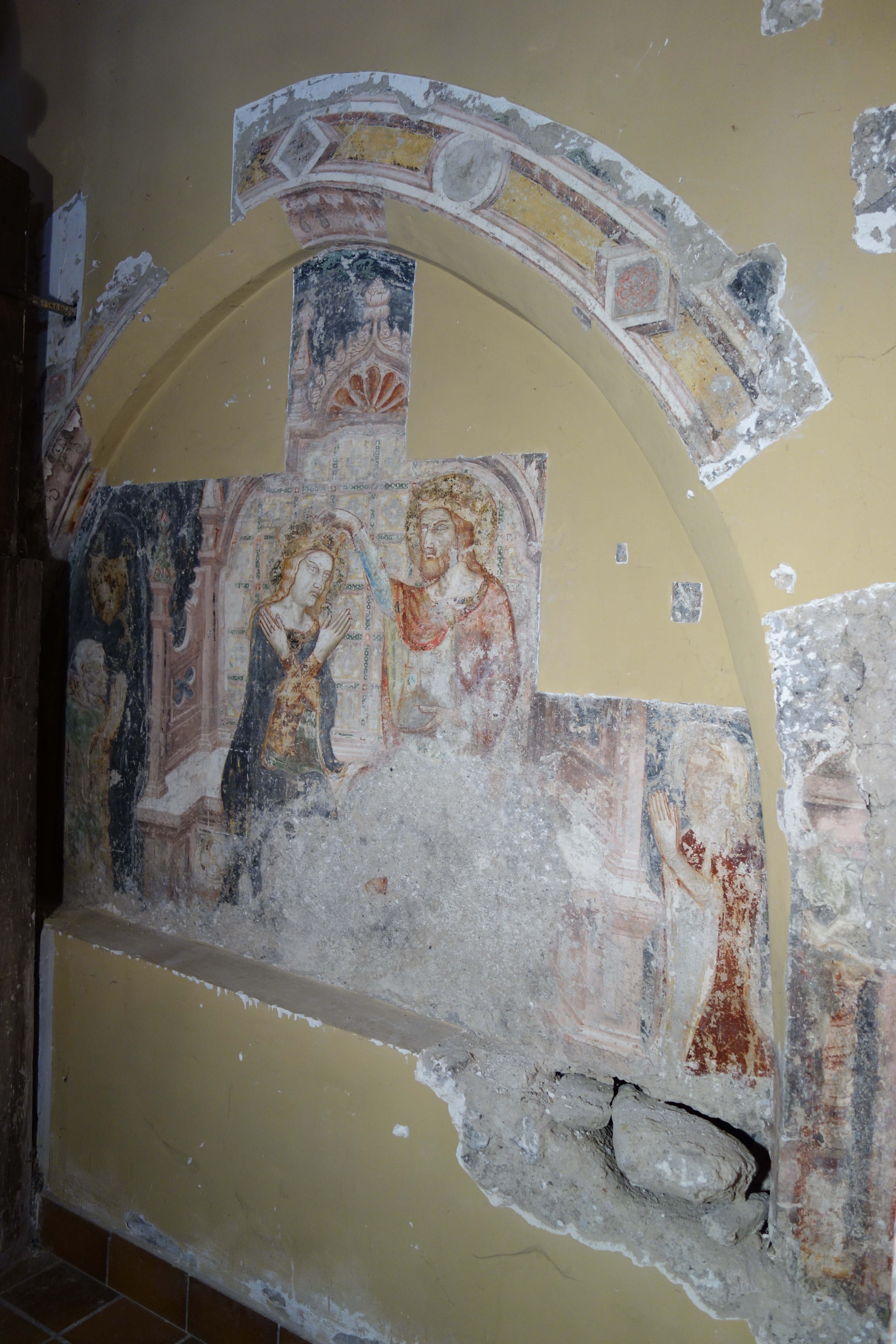
Fresque du Couronnement de la Vierge trouvée en 2020.

### Bâtiments conventuels
Un inventaire des bâtiments conventuels daté de 1771 mentionne un certain nombre de pièces dont des caves, une cuisine, un poêle et des chambres. L’actuelle « maison des Sœurs » semble en être un vestige.

### Dépendances domestiques
Au nombre des dépendances du prieuré on relève sur la mappe sarde de la commune un grenier et des écuries occupées par l'actuelle mairie,.

## Liste des prieurs de Saint-Paul
En 2017, Sidonie Bochaton présente une liste des prieurs connus :
- 1210 : Pierre ;
- 1227 : Guillaume de Fabricis ;
- 1235, 1238 : Guillaume (le même?) ;
- 1246 : Etienne ;
- 1298-1337 : Jean de Lully ;
- 1363 : Jacques de Vuillens ;
- 1399 : Amédée Cullin ;
- 1424-1428 : Jean Ducrêt ;
- 1441-1462 : Rodolphe ;
- 1466 : François Ducrêt ;
- 1516-1589 (?) : Gabriel-Germain de Blonay ;
- avant 1596 : Jacques de Châtillon ;
- 1607-1642 : Jean-François de Blonay ;
- 1642-1657 : Josué de Blonay ;
- 1659-1661 : Guillaume-François de Castagnéry ;
- ....-1668 : Jean-Baptiste de Castagnéry ;
- 1668-1709 (?) : François-Maurice de Castagnéry ;
- ....-1750 : Jean-Bapstiste de Lescheraine ;
- 1754-1788 : Jean-Baptiste la Tour de Cordon.